# Nicias huedepohli
Nicias huedepohli är en skalbaggsart som beskrevs av Maria Helena M. Galileo 1987. Nicias huedepohli ingår i släktet Nicias och familjen långhorningar. Inga underarter finns listade i Catalogue of Life.